# Classe O 9
La classe O 9 était une classe néerlandaise de navires de guerre comprenant quatre sous-marins. La classe a été nommée d'après le premier navire de la classe (navire de tête): le HNLMS O 9.

## Caractéristiques techniques
La conception de la classe a été réalisée par l'ingénieur néerlandais J.J. van der Struyff. Les navires ont été respectivement construits par Koninklijke Maatschappij De Schelde, Nederlandsche Dok en Scheepsbouw Maatschappij et Scheepsbouw Maatschappij en Fijenoord. Les navires ont été conçus comme des patrouilleurs pour les eaux côtières néerlandaises. Les navires étaient équipés pour un total de 29 hommes. Le premier navire est entré en service en 1926 et le dernier navire a quitté le service en 1944.
Les navires de classe O 9 avaient une taille de (L)54,66 m x (l)5,70 m x (H)3,53 m, avec un déplacement standard de 483 tonnes. À pleine charge, un navire avait un déplacement de 526 tonnes au-dessus de l'eau et de 656 tonnes sous l'eau. Tous les navires étaient équipés de deux moteurs diesel Sulzer à deux temps de 450 ch. Sous l'eau, les navires étaient propulsés par deux moteurs électriques de 250 cv. Pour alimenter les moteurs électriques, les navires de la classe O 9 disposaient à bord de 120 éléments de batterie qui, ensemble, pouvaient fournir 4 350 Ah pendant trois heures. Les moteurs offraient une vitesse maximale de 12 nœuds au-dessus de l'eau et de 8 nœuds sous l'eau. Le rayon d'action de ces sous-marins maximale au-dessus de l'eau était de 3 500 milles nautiques à 8 nœuds et sous l'eau, les navires avaient un rayon d'action de 25 milles nautiques, également à 8 nœuds. Les navires pouvaient plonger en toute sécurité jusqu'à une profondeur de 60 mètres. Les navires de la classe O 9 ont été les premiers navires à double coque.

## Armement
Les navires de la classe O 9 étaient équipés de deux tubes torpilles de 21 pouces (533 mm) et de trois tubes torpilles de 18 pouces (457 mm). Au total, quatre torpilles I 53 et six torpilles III 45 pouvaient être transportés, donc tous les tubes étaient chargés plus une recharge pour tous les tubes. En plus des tubes lance-torpilles, les navires sont équipés d'un canon de 8,8 cm et d'une mitrailleuse de 12,7 mm.

## Liste des sous-marins de la Classe O 9
Les navires ont été construits par trois chantiers navals différents. Le O 9 a été construit par la Koninklijke Maatschappij De Schelde à Flushing, le O 10 à Amsterdam au Nederlandsche Dok en Scheepsbouw Maatschappij et le O 11 à Rotterdam au chantier naval Fijenoord.
| Nom  | Pose de la quille                      | Lancé le        | Mis en service     | Retrait                                                                              |
| ---- | -------------------------------------- | --------------- | ------------------ | ------------------------------------------------------------------------------------ |
| O 9  | 1er décembre 1923 ou 23 septembre 1922 | 7 avril 1925    | 18 janvier 19263   | 1er décembre 1944                                                                    |
| O 10 | 24 décembre 1923                       | 30 juillet 1925 | 1er septembre 1926 | 11 octobre 1944                                                                      |
| O 11 | 24 décembre 1922                       | 19 mars 1925    | 18 janvier 1926    | Marine néerlandaise: 14 mai 1940 (sabordé) Marine allemande : septembre 1944 (coulé) |

Au moment de l'invasion allemande, le O 11 était en réparation à Den Helder. Le 14 mai 1940, il y a été sabordé pour éviter qu'il ne soit capturé par les forces allemandes. Cependant, les Allemands renflouent le navire et ordonnèrent qu'il soit réparé. En septembre 1944, le O 11 est coulé à Den Helder pour bloquer l'entrée du port.

### Source de la traduction
- (en) Cet article est partiellement ou en totalité issu de l’article de Wikipédia en anglais intitulé « O 9-class submarine » (voir la liste des auteurs).